# Уортингтон-Крик
Уортингтон-Крик (англ. Worthington Creek) — река в США, на западе штата Западная Виргиния. Приток реки Литл-Канова, которая в свою очередь является притоком реки Огайо. Составляет около 25 км в длину; площадь водосборного бассейна — 91 км².
Протекает по территории округа Вуд. Берёт начало в 1,6 км к югу от Уаверли и течёт преимущественно на юго-запад. Впадает в реку Литл-Канова примерно в 3,1 км от её устья. Около 68 % от территории бассейна реки занимают леса, преимущественно широколиственные.